# Monumento Natural da Cachoeira do Ferro Doido
O Monumento Natural da Cachoeira do Ferro Doido é uma área de proteção estadual situada na cidade de Morro do Chapéu, na Chapada Diamantina, região central do estado brasileiro da Bahia.
Sua criação foi feita, segundo a Secretaria de Turismo do governo estadual, com o "propósito de manter e conservar este acidente geográfico de rara beleza paisagística e o amplo vale de vegetação preservada no qual se insere".

## Histórico
Foi criada pelo decreto estadual 7.412, de 17 de agosto de 1998, e a área abrangida de cerca de 400 hectares possui um ambiente diversificado com muitas espécies animais e vegetais, além de um variado grau de interferência humana.
Segundo o Inema, órgão ambiental do estado da Bahia, "o Monumento apresenta formações vegetacionais constituídas por florestas estacionais, campos rupestres e cerrado. É muito comum espécies de orquídeas, bromélias, melastomatáceas e malphighiàceas. A fauna apresenta algumas espécies ameaçadas de extinção, além da ocorrência do Colibri dourado, que é uma espécie endêmica na região".
O acesso se dá pela rodovia BA-052, numa entrada a cerca de 18 quilômetros da sede municipal.

## Geologia
O local está inserido no contexto do geoparque Morro do Chapéu, proposto pela Companhia de Pesquisa de Recursos Minerais (CPRM). Segundo este órgão, o sítio permite "a visualização das relações estratigráficas entre as formações Caboclo e Morro do Chapéu", sendo esta última aquela em que foram achados os diamantes que levaram à corrida por sua extração entre 1840 e 1932.
O sítio apresenta cinco tipos de elementos geológicos, sendo necessário conhecimento técnico para seu reconhecimento e compreensão.

## Cachoeira do Ferro Doido
É uma queda d'água com cerca de 80 metros de altura, sendo um dos principais atrativos geoturísticos da cidade, e sua trilha de acesso apresenta algum grau de dificuldade e que permite chegar à base da queda-d'água. Geologicamente, foi assim descrita pela CPRM:
"a) na base, intercalações de argilito calcífero e calcarenito peloidal muito impuro, com 3m de espessura aflorante, com estratificação plano-paralela e ondulada, com manchas amareladas e de óxido de ferro, que efervesce no HCl a frio. Estas rochas constituem o topo da Formação Caboclo.
b) na parte intermediaria, conglomerado da base da formação Morro do Chapéu. Apesar de não ser possível o acesso a este nível a sua presença é constatada pela existência de vários blocos de conglomerado suportado pela matriz na área na base da cachoeira, e
c) no topo, arenitos de cor rosa, com sigmoides e estratificações cruzadas acanaladas, que mostram paleocorrente para NW., com intersecções que constituem excelentes indicadores de direção de paleocorrente.
O nível aflorante dos arenitos rosa da cachoeira do Ferro Doido, ocorre como um grande lajedo, pertencente a associação de litofacies de Arenito Sigmoidal, a terceira dentre as cinco unidades caracterizadas na formação Morro Chapéu."
Formando um cânion de quase cem metros, a queda apresenta um grande aumento de volume durante a época das chuvas, formando quatro cascatas. No local também é feita a prática de esportes radicais, como o rapel.

### Imagens

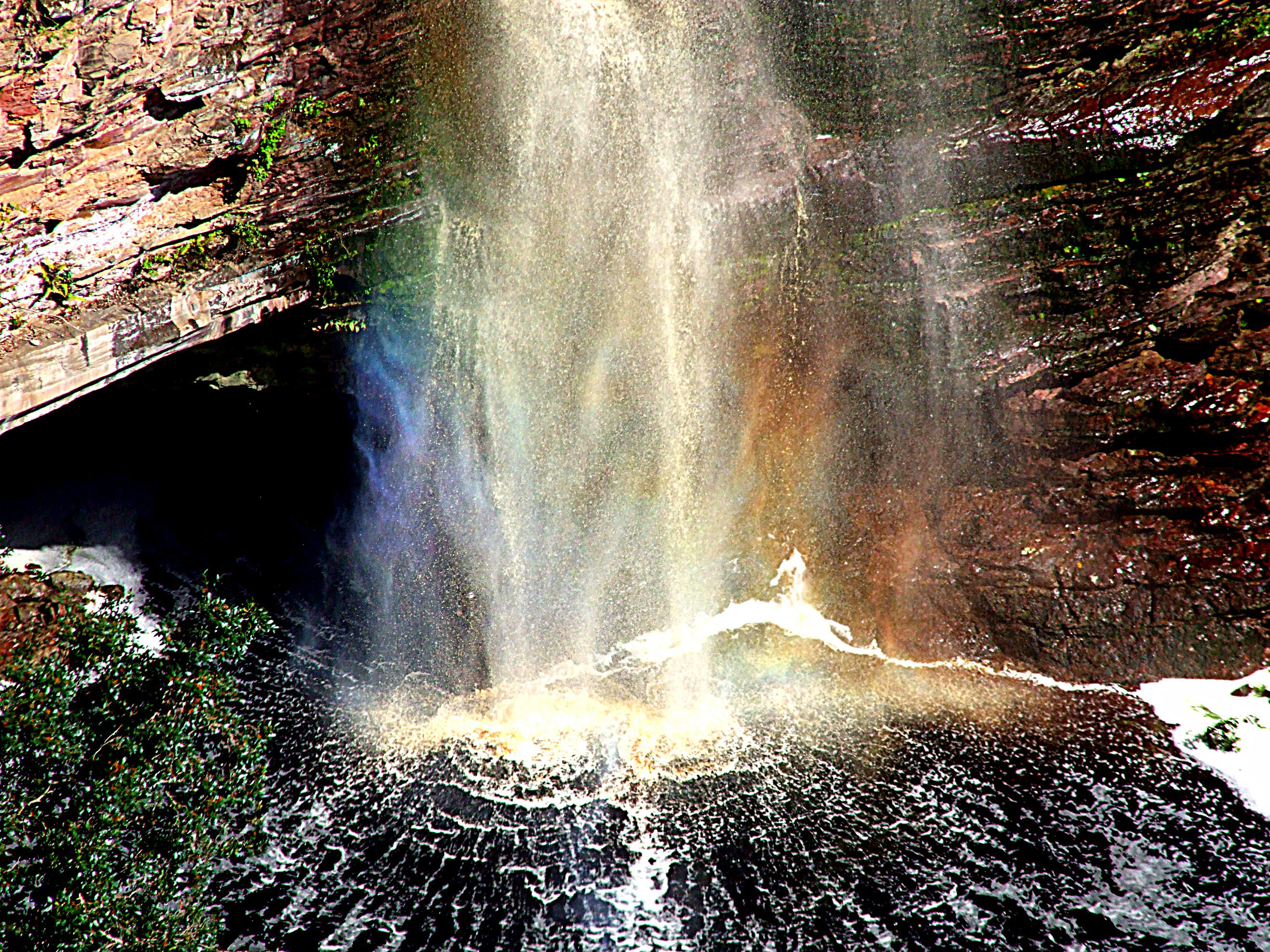
Vista da queda-d'água
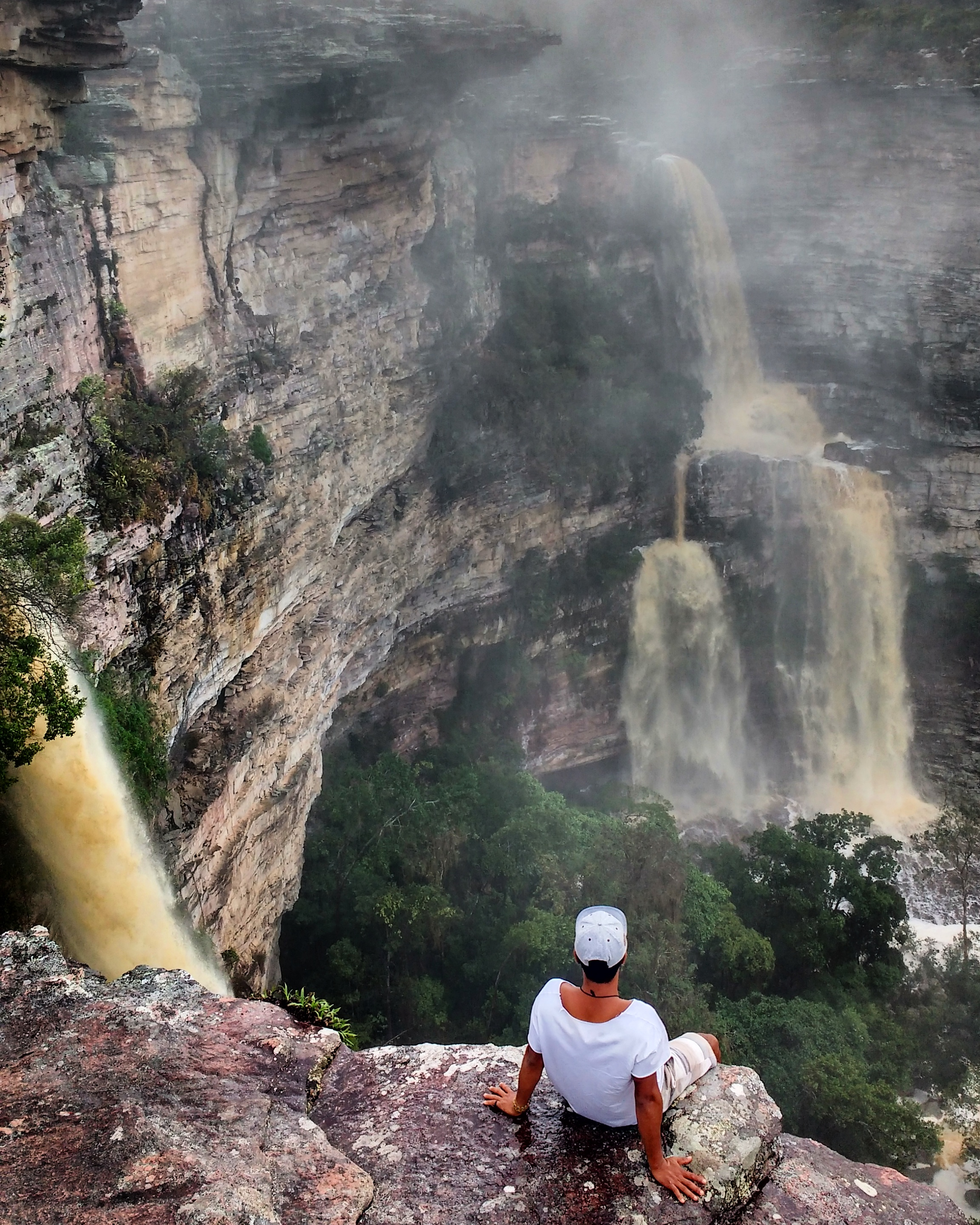
Turistas no alto da cachoeira
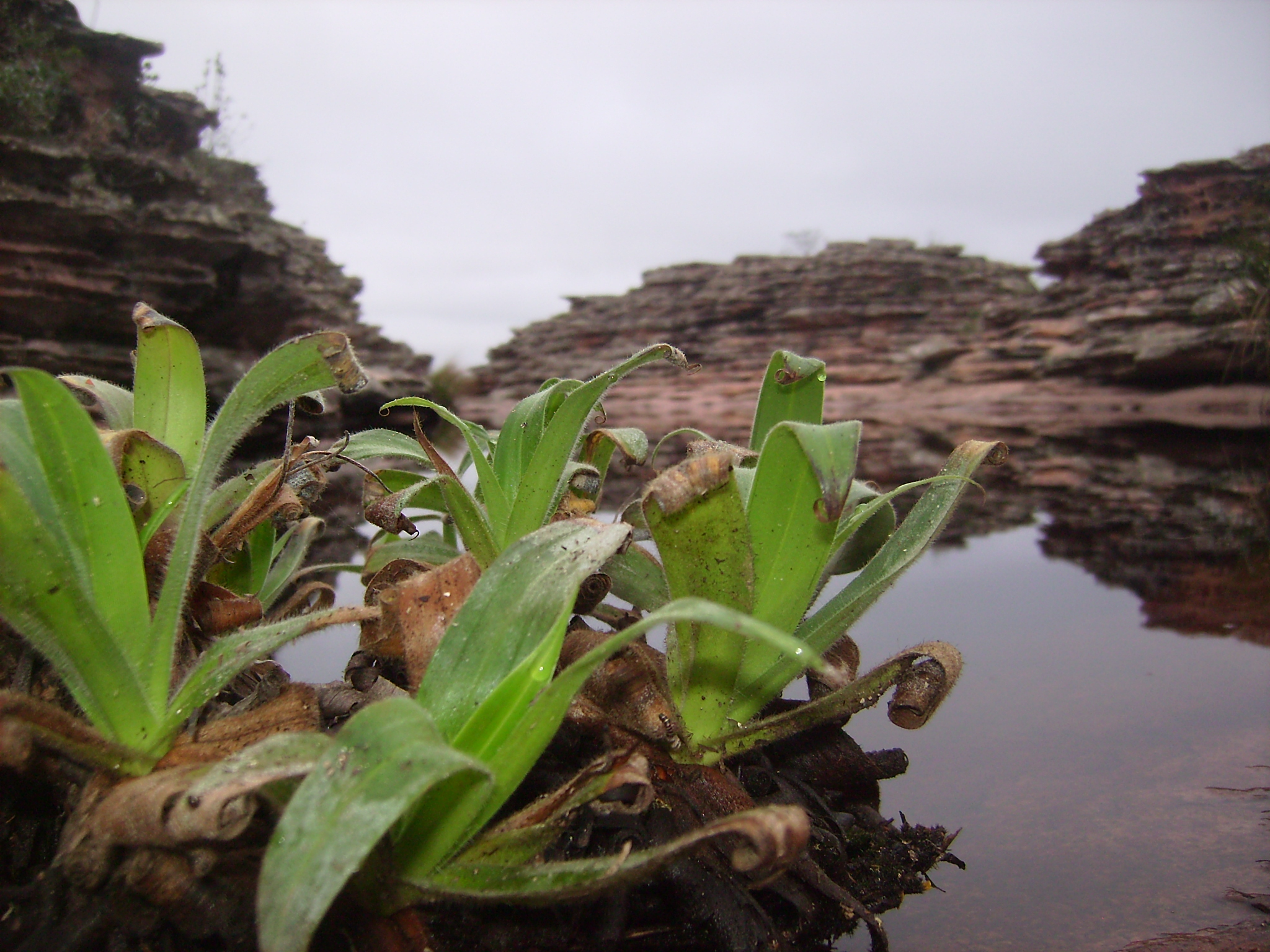
Vegetação no rio da cachoeira